# 梅田良忠

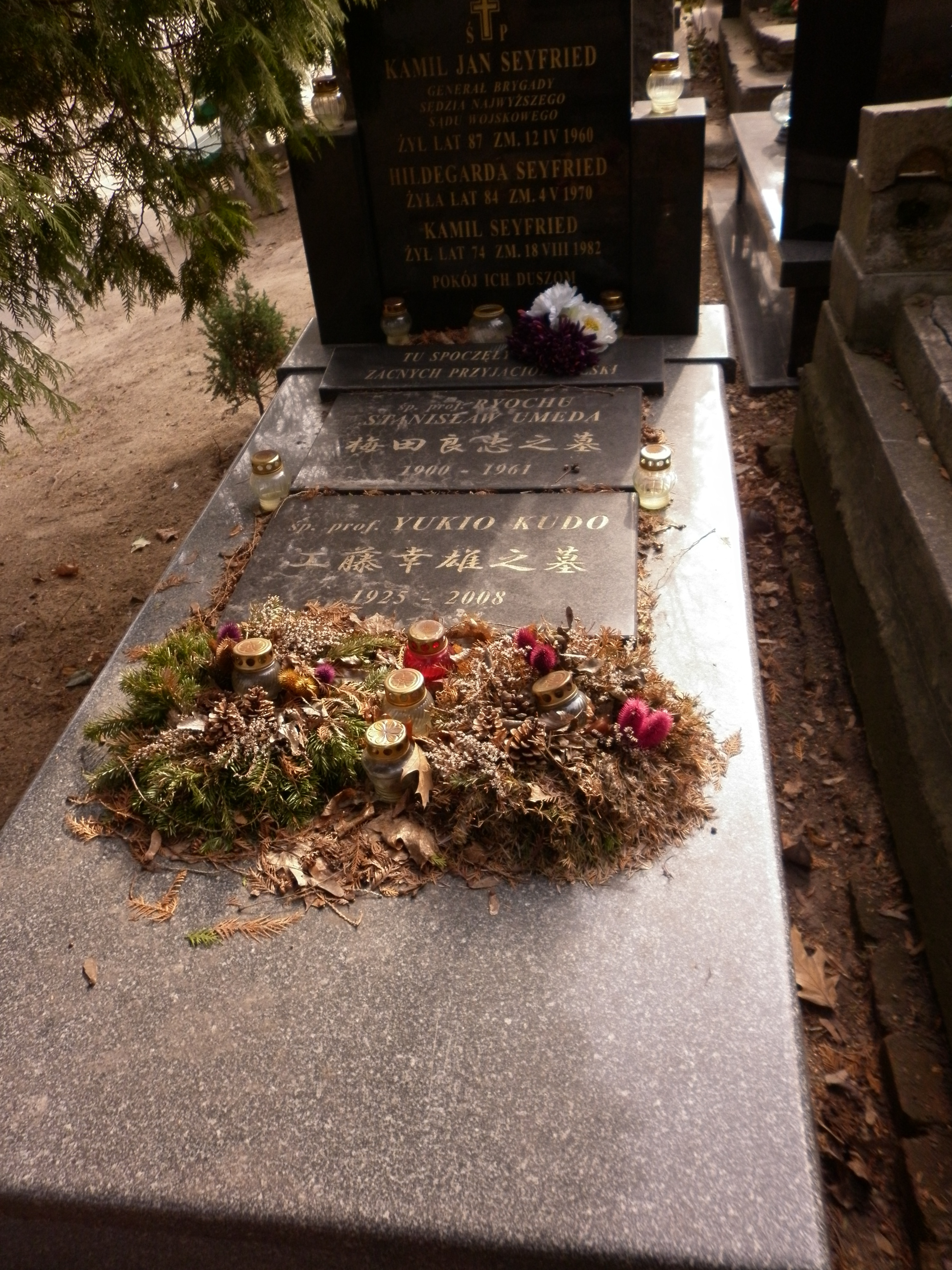
Ryōchū Umeda の 墓

梅田 良忠（うめだ りょうちゅう、ポーランド語：Ryochu Umeda、1900年9月25日 - 1961年12月7日）は日本の僧、歴史学者。
1922年（大正11年）駒澤大学卒業後、ポーランドに留学し、ワルシャワ大学卒業。同大学講師。同国の「東洋学院」の教授にも任命され、日本語、日本文化を担当した。日本大使館の文化関係の委託業務を行った。戦時中は朝日新聞社ソフィア駐在嘱託。東欧諸国語の権威。1955年関西学院大学教授。1960年「ヴォルグ・ブルガール史の研究」で関西学院大学 文学博士。

## 少年―青年時代
梅田良忠は日本橋槙町で弁護士、梅田貞次の長男として生まれた。生まれた時の名前は梅田芳穂であったが、これは彼の長男と同じ名前である。病弱のため、寺に預けられていたが、1907年6歳で得度、同年小学校に入学した。1913年曹洞宗第一中学林に、1918年曹洞宗大学林に進む。いずれも禅宗のエリート学校である。1922年学校を卒業した際、禅の「立身」という一段上の資格を得た際に良忠と改名した。卒業時、ドイツに留学すると出発したが、ポーランドに行った。その理由は、旅の途中でスタニスワフ・ミホフスキというポーランド人を知りあったのがきっかけとある。ポーランドに留まり、同年10月国立ワルシャワ大学哲学科に入学。初めは英語を使ったが、短期間にポーランド語を習得した。ジェリンスキイ教授のもとでギリシア・ラテン哲学を学んだ。当時はポーランド国内には日本人は8名しかいなかった。彼はポーランドに多くの友人を得て、また日本大使館（1937年10月までは公使館）では、文化関係の仕事の委託業務を引き受けていた。

## ワルシャワ大学で講師
1925年ワルシャワ大学を卒業する。その9月に文学部講師を委嘱され、日本語、日本文学を担当する。10月「東洋学院」の教授、に任ぜられ以後14年間、同所で日本文化の紹介をつとめるかたわら、在波日本大使館嘱託を兼任。梅田はポーランド語を一切使わない教育をしていたが、別のポーランド人は別の方式で教えたという。梅田は禅の修行をつんだ仏教僧であるところから、格式を重んずる人と思われた。

## 中国情勢と電撃戦
満州事変などがあり、彼はポーランド語で意見を述べたが、情報源が日本だけからであると梅原は書いている。1939年9月、ドイツはポーランド侵入。彼は残りたかったが、強制的に自動車に乗せられルーマニアに向かった。1939年12月ブルガリアの首都ソフィアの日本公使館で働き始める。1943年5月、彼は廻りから高い評価を得ていたが、突然軍部や公使館筋からスパイの疑いをかけてきて、公使館から離れる。

## ブルガリア公安当局がみた梅田
梅原が2001年に公開を要求した文書によると、「ロシア語と、なまりのないポーランド語をしゃべり、ブルガリア語をしゃべる。真面目な女性を好む。読書と研究をしすぎたせいで、少し変人になった教授と言われる。ブルガリア人を訪れるが寡黙なため、その相手をつかむのは難しい。」文書の最後に彼を監視対象とするとある。その後、彼は美人であり、各国の人と付き合ったポーランド系ヤドビガ・クロルバと恋仲になる。

## 朝日新聞特派員
1942年頃より朝日新聞特派員としての記事を送り始めたが、ハッキリした形では公使館を追われた後の1943年6月からである。マケドニアからポーランドに輸送されたユダヤ人絶滅政策についても発信しようとしていた。彼はテヘラン会談でヨシフ・スターリンが日本へ参戦するというスクープ記事を送電したが、彼の信用がなかったので日本では受け入れられなかった。1944年11月15日山路章ブルガリア公使ら公使館員と梅田ら9名はイスタンブールに向けブルガリアを退去する。1945年2月トルコが対日宣戦布告してソ連通過のビザが出て、モスクワ経由で帰国できた。

## 終戦後
1946年千葉県茂原町にある曹洞宗の寺大泉寺の住職になる。1948年11月親戚筋の樋口久代と結婚する。翌年9月長男梅田芳穂が生まれた。考古学者角田文衛の招きで、大阪市立大学の講師となる。梅田は角田らと語らい、「古代学協会」の設立に参画した、季刊誌「古代学」を中心に活発な執筆活動を開始する。1955年関西学院文学部史学科教授となる。学術書ばかりでなく、翻訳も行った。1960年健康を害し、手術を行ったが1961年12月7日、東京の伝染病研究所附属病院（現東京大学医科学研究所附属病院）で後腹膜腫瘍のために死去。葬儀は目黒にあるカトリック教会で行われた。彼は死の床にあって洗礼を受けていた。
2004年、梅田とその友人であった国立ウッジ考古学民族学博物館教授ヤジジェフスキの友情を基に、同博物館内に梅田記念ホールが設立され、（法）梅田良忠教授記念ポーランド日本教育文化センターとして使われている。

## 著作
- 『東欧史』 1958 山川出版社
- 編集『図説世界文化史大系 第12巻 東欧・ロシア』1959 角川書店
- 『新講座 地理と世界の歴史 ヨーロッパ編 第3巻』11,12,13 1956 雄渾社
- 翻訳『クオーヴァディス』1959 世界名作全集 21 平凡社
- 『ちいさいものたち』 1960 ユリイカ

## 論文
- 関西学院史学会「関西学院史学7」1984に掲載されたもの
  - 梅田良忠「ポリスの哀歌（遺稿）」
  - コンラッド・ヤジジェフスキ「追悼文 故梅田良忠スタニフワフ教授」
  - 故梅田良忠教授略歴
  - 故梅田良忠教授業績目録
  - 故梅田良忠教授病歴

## 家族
- 妻 - 樋口久代（1927年生まれ）。梅田の死後1965年にポーランド文学者の工藤幸雄と再婚して工藤久代となり、『ワルシャワ猫物語』で角川主催の日本ノンフィクション賞を受賞[10]。「ボーランド人をたすける会」世話人。ポーランド共和国黄金功労勲章受賞[11]。
- 長男 - 梅田芳穂 1963年に東欧学者であった父の遺言により、14歳で単身ポーランドに渡り、ワルシャワ大学卒業後、日綿実業ワルシャワ事務所に入社。その後、民主化運動に携わり日綿を退職、「連帯」に参加。